# Enchytraeus sabulosus
Enchytraeus sabulosus är en ringmaskart som beskrevs av Rowland Southern 1906. Enchytraeus sabulosus ingår i släktet Enchytraeus och familjen småringmaskar. Inga underarter finns listade i Catalogue of Life.